# Peetri (Järva)
Peetri est un petit bourg de la commune de Kareda du comté de Põlva en Estonie .
Au 31 décembre 2011, il compte 213 habitants.